# Pollution à l'arsenic au Bangladesh
La pollution à l'arsenic au Bangladesh est une catastrophe environnementale, constituant un problème majeur de santé publique, identifié pour la première fois en 1993.
Un bassin sédimentaire contenant de l'arsénopyrite, les multiples catastrophes naturelles, telles que les inondations, et l'utilisation d'engrais phosphatés et de pesticides seraient les facteurs de la contamination par l'arsenic des nappes phréatiques du pays. Cette situation constitue, selon le bulletin de l'OMS publié en 2000, la plus grande intoxication collective connue de l'histoire humaine avec plus de 60 millions de personnes exposées.
L'ONU et le gouvernement du Bangladesh ont lancé des programmes d'information et de décontamination.

## Découverte et ampleur du problème

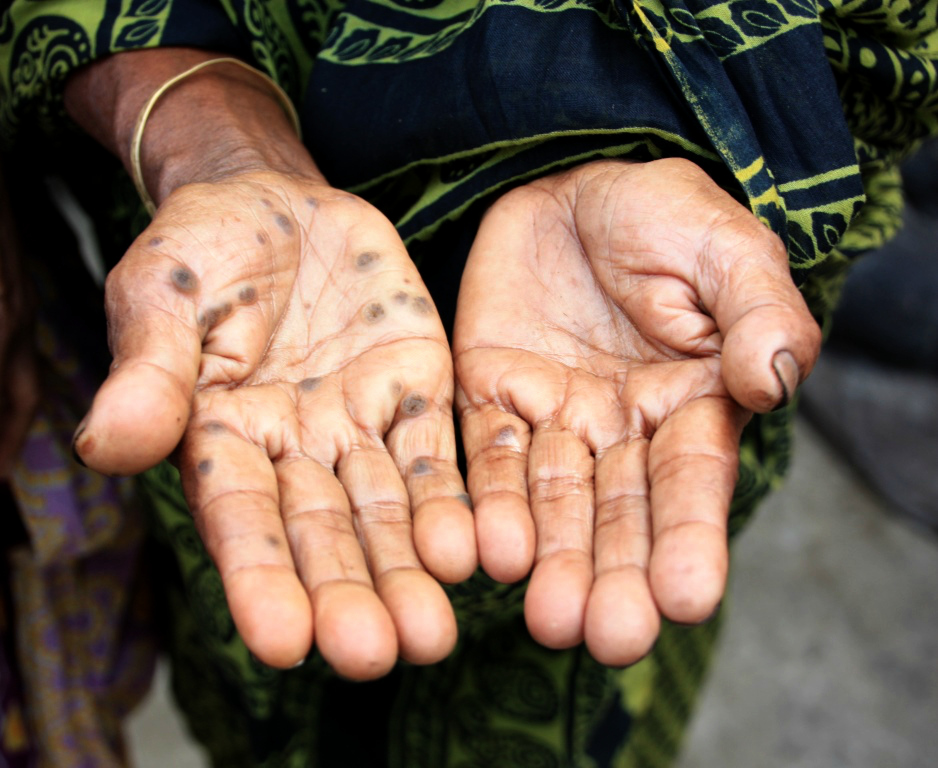
Lésions cutanées sur les paumes des mains par intoxication chronique à l'arsenic.

En 1983, une première série de patients présentant des lésions cutanées par arsenicisme (intoxication chronique à l'arsenic) est identifiée à Calcutta. La plupart des malades viennent du Bangladesh.
En 1993, une contamination à l'arsenic est détectée dans quelques puits artésiens de la région frontalière du nord du Bengladesh (district de Nawabganj ). Ces eaux contenaient de l'arsenic à un taux pouvant aller jusqu'à  plus de 0,3 mg par litre, alors que la norme du Bangladesh pour l'eau potable ne doit pas dépasser 0,05 mg (50 μg) d'arsenic par litre, la norme de l'OMS étant 0,01 mg (10 μg) par litre.
On a d'abord cru qu'il s'agissait d'un problème local, mais dans les douze ans qui suivent, on découvre qu'il existe une contamination des eaux souterraines sur tout le Bangladesh (62 districts sur 64). Une étude nationale indique que 15 % des villages sont concernés avec plus de 80 % de leurs puits contaminés. La plus forte concentration d'arsenic dans l'eau potable a été de 4,7 mg par litre.
En 1998, une étude britannique portant sur 41 districts estime que le nombre de personnes exposées à une concentration supérieure à 50 μg par litre d'eau potable au Bangladesh est de l'ordre de 21 millions de personnes, et deux fois plus si l'on se réfère à la norme de l'OMS. En 2000, cent à deux cent mille personnes présentent des troubles cutanés d'arsenicisme, le risque de mourir d'un cancer lié à l'arsenic étant de 1 % pour les consommateurs d'un litre d'eau potable par jour contenant plus de 50 μg d'arsenic.
En 2022, la population à risque du Bangladesh, exposée à l'eau potable contaminée, se situerait entre 35 et 77 millions de personnes.

## Contexte géographique

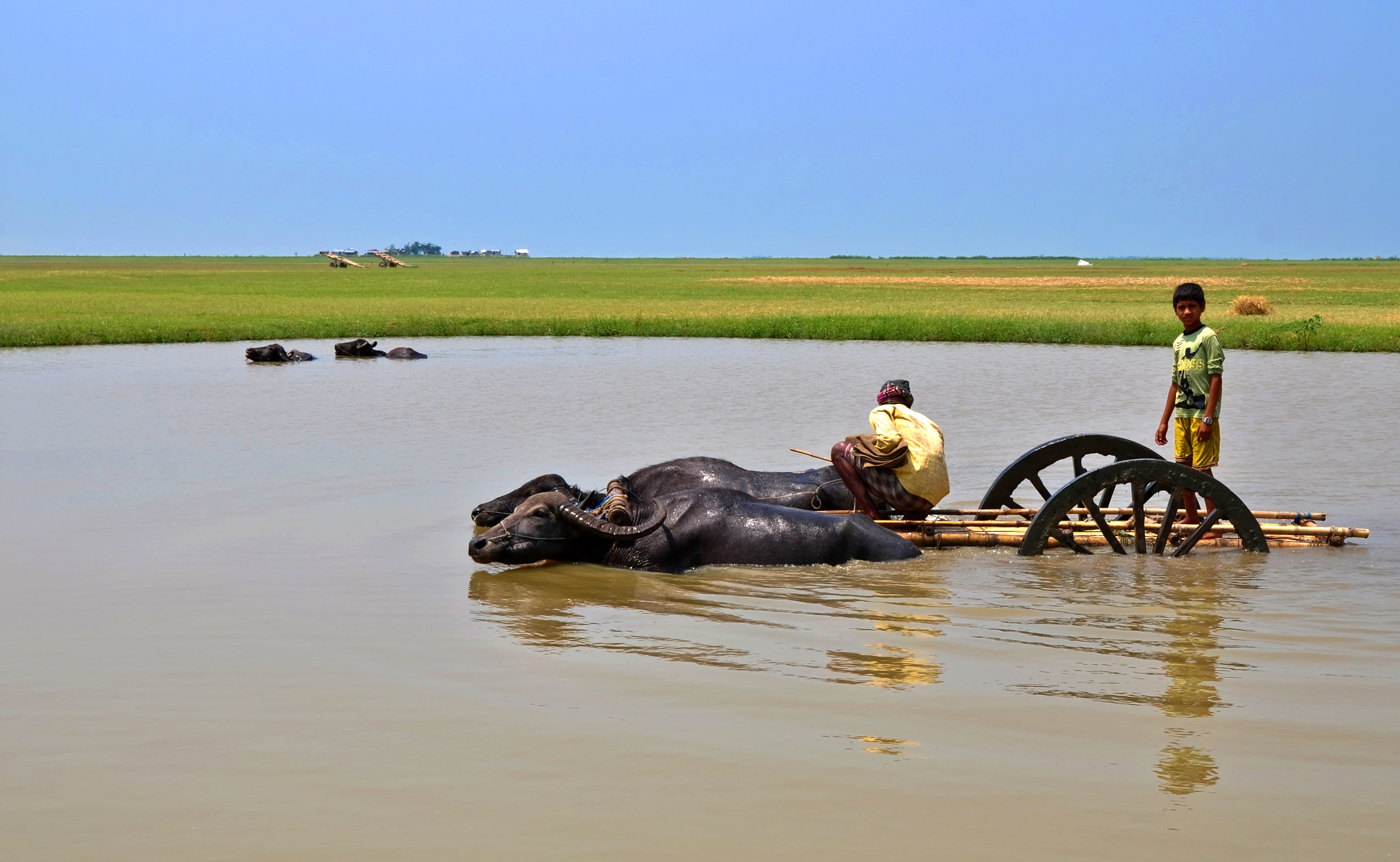
Scène agricole au Bangladesh.

Le Bangladesh est bien connu pour ses eaux de surface et ses eaux souterraines.
Le Bangladesh se situe dans le plus grand delta du monde dans  une plaine inondable dont 75 % des terres se trouvent à moins de 3 m au-dessus du niveau de la mer. Ce delta constitue l'embouchure de trois fleuves qui se jettent dans le golfe du Bengale : le Gange, le Brahmapoutre et le Meghna, en rassemblant trois systèmes d'affluents de plus de 230 rivières.
Cette plaine alluviale s'est formée au cours du pléistocène et de l'holocène  par des roches sédimentaires provenant de la chaîne de l'himalaya au nord du Bangladesh. Ce pays représente près de 150 000 km2 où vivent  près de 160 millions d'habitants, principalement en zone rurale.

## Causes de contamination
Les habitants du Bangladesh ont toujours utilisé leurs eaux de surface ou des puits circulaires de faible profondeur. La plupart de ces eaux sont souvent biologiquement contaminées (environnement saisonnier et péril fécal), et par conséquent cause fréquente de maladies diarrhéiques dont le choléra.
Au début du XXe siècle, les eaux souterraines (à partir de quelques mètres au dessous de la surface du sol) ont été considérées comme biologiquement sûres. D'où l'idée d'installer des puits tubulaires de plus grande profondeur, de type artésien. Le premier au Bangladesh est construit en 1928,.

### Puits tubulaires

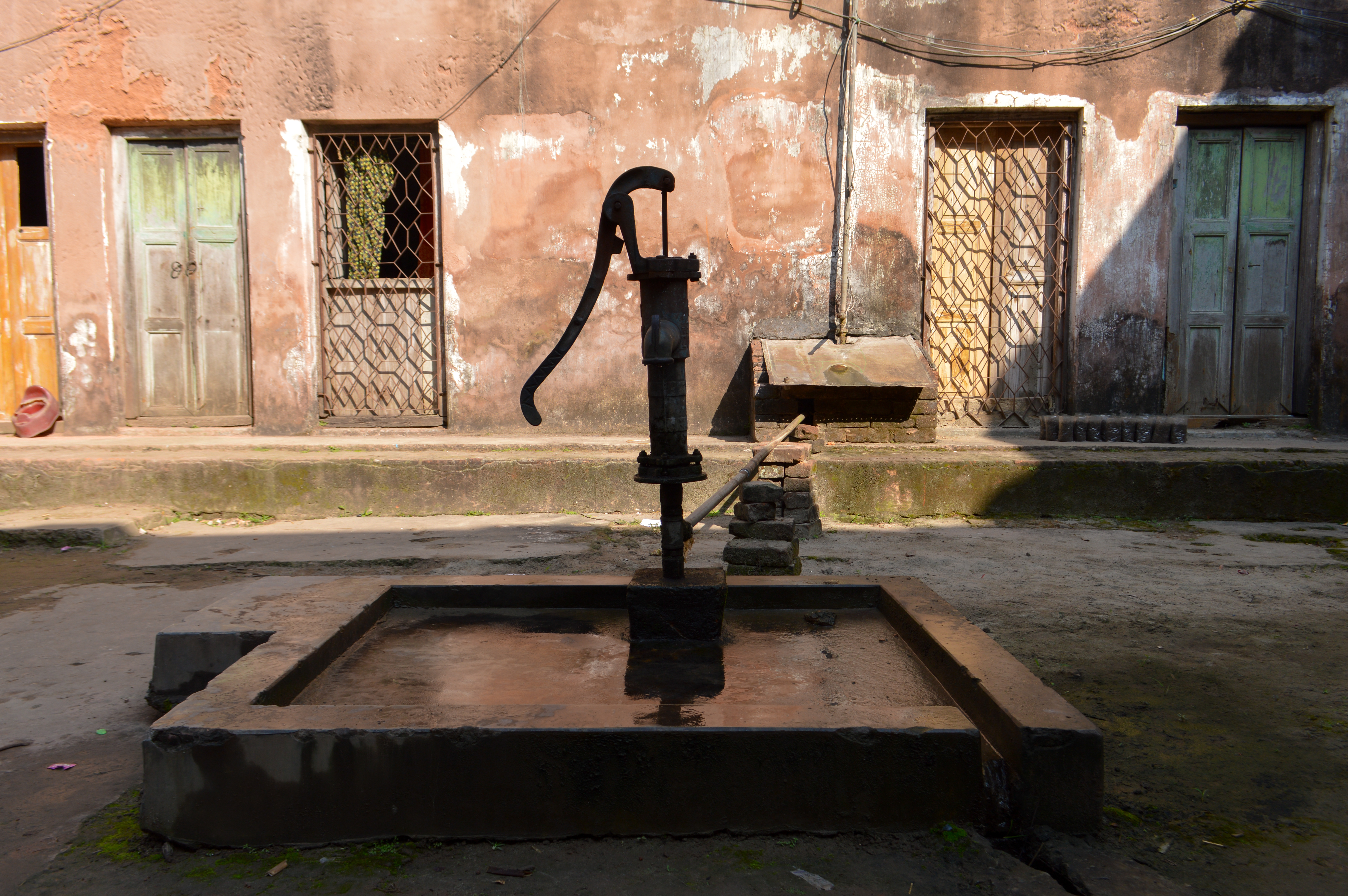
Puits tubulaire à Sonargaon (Bengladesh).

Il a fallu plusieurs décennies pour convaincre les populations d'abandonner les eaux de surface et d'installer ce nouveau système d'approvisionnement en eaux, à cause de leurs croyances et perceptions traditionnelles (eau impure religieusement, goût, aspect , etc.) Le nouveau système se développe dans les années 1940, suivi de l'appui d'organisations internationales comme l'OMS et l'UNICEF, dans des campagnes d'accès à l'eau potable afin de réduire la morbidité et la mortalité des maladies diarrhéiques,.
Dans les années 1980, le secteur privé prend le relais pour installer des millions de puits supplémentaires. En 1997, l'UNICEF annonce que plus de 80 % de la population aura accès à l'eau potable en 2000. Malheureusement, ni les organisations internationales, ni le secteur privé, n'ont effectué un contrôle chimique (taux d'arsenic) de ces eaux,.

### Origines de l'arsenic
L'arsenic (minerais et métalloïdes) est naturellement présent dans les sols terrestres à des concentrations variant de 1,5 à 3 mg/kg selon l'origine du sol. L'arsenic présente 4 états d'oxydation en se présentant sous deux formes : inorganique (la plus dangereuse pour la santé humaine) et organique.
Le mécanisme exact conduisant à la présence d'arsenic dans les eaux souterraines n'est pas clair. Trois hypothèses sont en discussion, pas forcément exclusives l'une de l'autre, la troisième étant la moins étayée, :
- Les roches sédimentaires contiennent des minerais de type arsénopyrite. La construction de puits tubulaires profonds a permis une entrée d'oxygène atmosphérique dans les nappes phréatiques, avec oxydation de ces arsénopyrites et libération d'arsenic. Cet arsenic se retrouve dissous dans les eaux remontées à la surface.
- Le métabolisme microbien de matières organiques dans le sous-sol entraine des réactions chimiques de l'arsénopyrite, comme la réduction de l'oxyhydroxyde de fer, avec libération d'arsenic dans les eaux souterraines.
- Les anions d'arsenic minéral ont été déplacés et dissous dans les eaux souterraines par échanges compétitifs avec des anions phosphate. Ces phosphates peuvent provenir d'une pollution par engrais phosphatés, par pesticides[4]organophosphorés, d'une fermentation de matières organiques (tourbière)[2], etc. Un processus analogue peut se produire avec des anions sulfure[3].

Quel que soit le mécanisme, il s'agit bien d'une catastrophe environnementale d'origine humaine (installation de puits profonds sans contrôle chimique suffisant des eaux),.

## Conséquences
Outre l'utilisation des eaux souterraines contaminées comme eau potable, l'utilisation en irrigation a entrainé une pollution des sols agricoles. Des taux élevés d'arsenic s'y retrouvent, variables selon les saisons et les inondations : de 0,5 kg d'arsenic à 4 kg d'arsenic par hectare ou 20 à 30 mg par kg de sol.

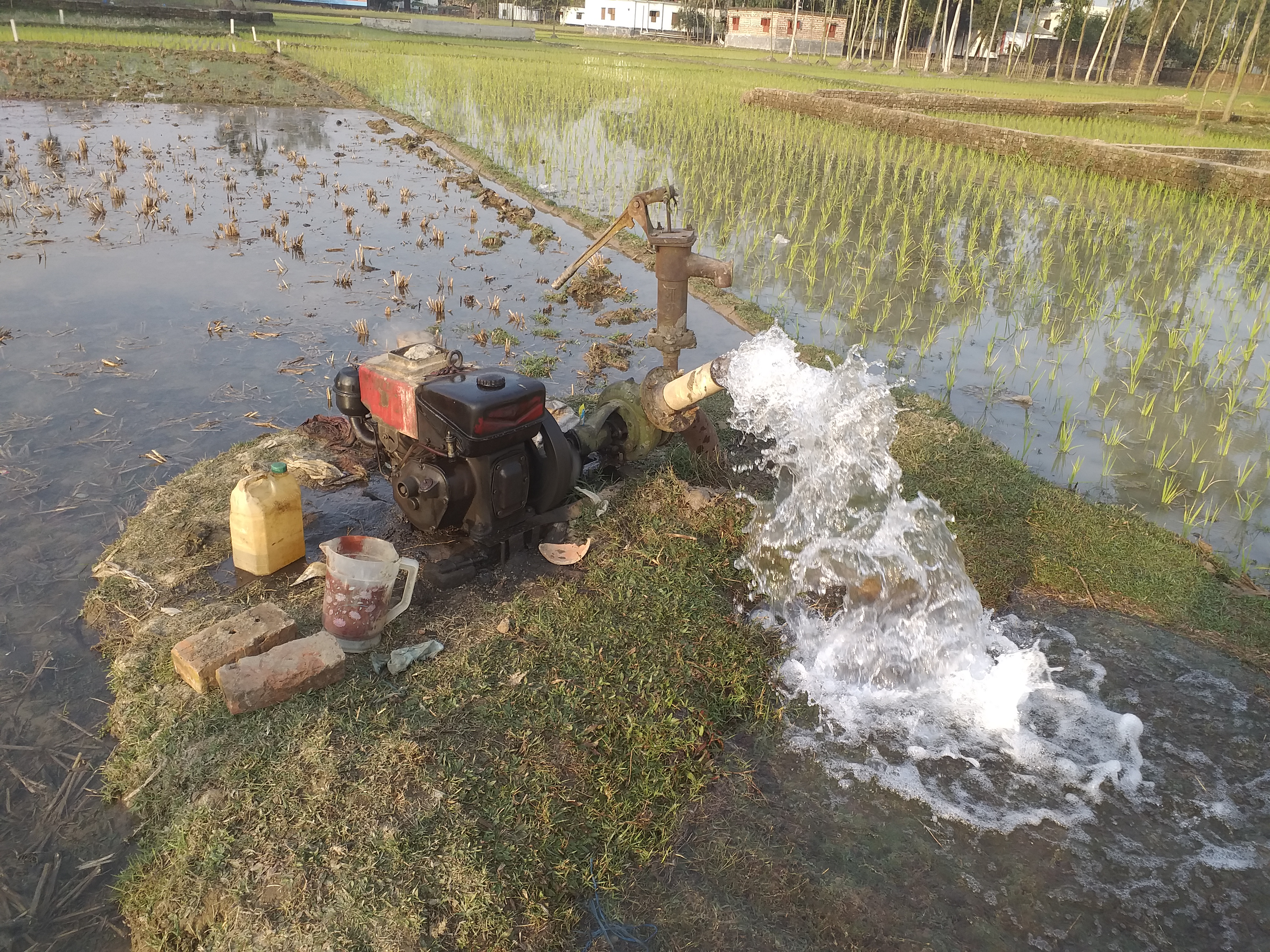
Puits d'irrigation, district de Bogra (Bangladesh).

La culture du riz représente au Bangladesh 75 % des terres agricoles et 83 % de l'utilisation des eaux d'irrigation. L'accumulation d'arsenic dans les grains de riz est fortement corrélée avec le taux d'arsenic dans le sol, notamment en ce qui concerne l'arsenic inorganique. Cette contamination varie selon le type de riz, la zone cultivée, et les processus de transformation et de préparation du riz.
Cette pollution à l'arsenic se retrouve de plus en plus dans les légumes, comme la calebasse, le taro, la pomme de terre, le liseron d'eau… En 2016, une étude portant sur 13 légumes différents du Bangladesh indique une concentration élevée d'arsenic de l'ordre de 0,52 mg par kg de produit frais alors que plusieurs pays fixent la limite supérieure à 0,1 mg par kg de produits frais (il n'existe pas de norme internationale universelle). Les légumes importés du Bangladesh auraient 2 à 100 fois plus d'arsenic que les légumes cultivés en Europe ou en Amérique.
L'intoxication chronique à l'arsenic peut conduire à des lésions cutanées apparaissant après une dizaine d'années, des maladies cardiopulmonaires, hypertension, diabète… et à plus long terme des cancers de la peau et des cancers internes (poumons, reins, vessie…).
Au Bangladesh, la plupart des cas sont des intoxications mineures à modérées, cependant les études indiquent une association entre une mortalité accrue et l'exposition croissante à l'arsenic, 5 à 6 % des décès toutes causes sont attribués à une intoxication à l'arsenic, il en est de même pour le décès par cancer (1 sur 16), par infections (1 sur 19) et par maladie cardiovasculaire (1 sur 36). Les femmes et les enfants sont plus vulnérables (avortement spontané, accouchement prématuré, petit poids de naissance, retard de développement…),.
En sus d'une morbidité et mortalité accrues, l'intoxication chronique à l'arsenic crée des problèmes sociaux de discrimination liés à la mélanose et aux lésions cutanées. Une étude indique que près d'un quart des patients atteints, surtout les femmes, arrêtent leur vie sociale.

## Réponses institutionnelles et interventions
Après la découverte de la pollution à l'arsenic en 1993, le gouvernement du Bangladesh met en place un « comité de surveillance de l'arsenic dans l'eau potable ». En 1996, au vu de son ampleur, cette pollution est décrétée comme un problème national.  La situation est aggravée par la faiblesse de l’économie du pays, les difficultés importantes de communications et de transport, le bas niveau socio-culturel des populations. Ce problème bengali nécessite l'aide extérieure d'institutions internationales et d'organisations gouvernementales et non gouvernementales.
À partir de 1998, plusieurs projets sont mis en œuvre. Selon l'OMS, un programme d'interventions urgentes devrait :
1. Identifier tous les cas d'arsénicisme au Blangladesh ;
2. identifier immédiatement toutes les ressources d'eau non contaminées, et prévoir des solutions à long terme de décontamination ;
3. surveiller les personnes exposées au risque ;
4. soigner les patients (suppléments vitaminés, traitement des kératoses et des infections).

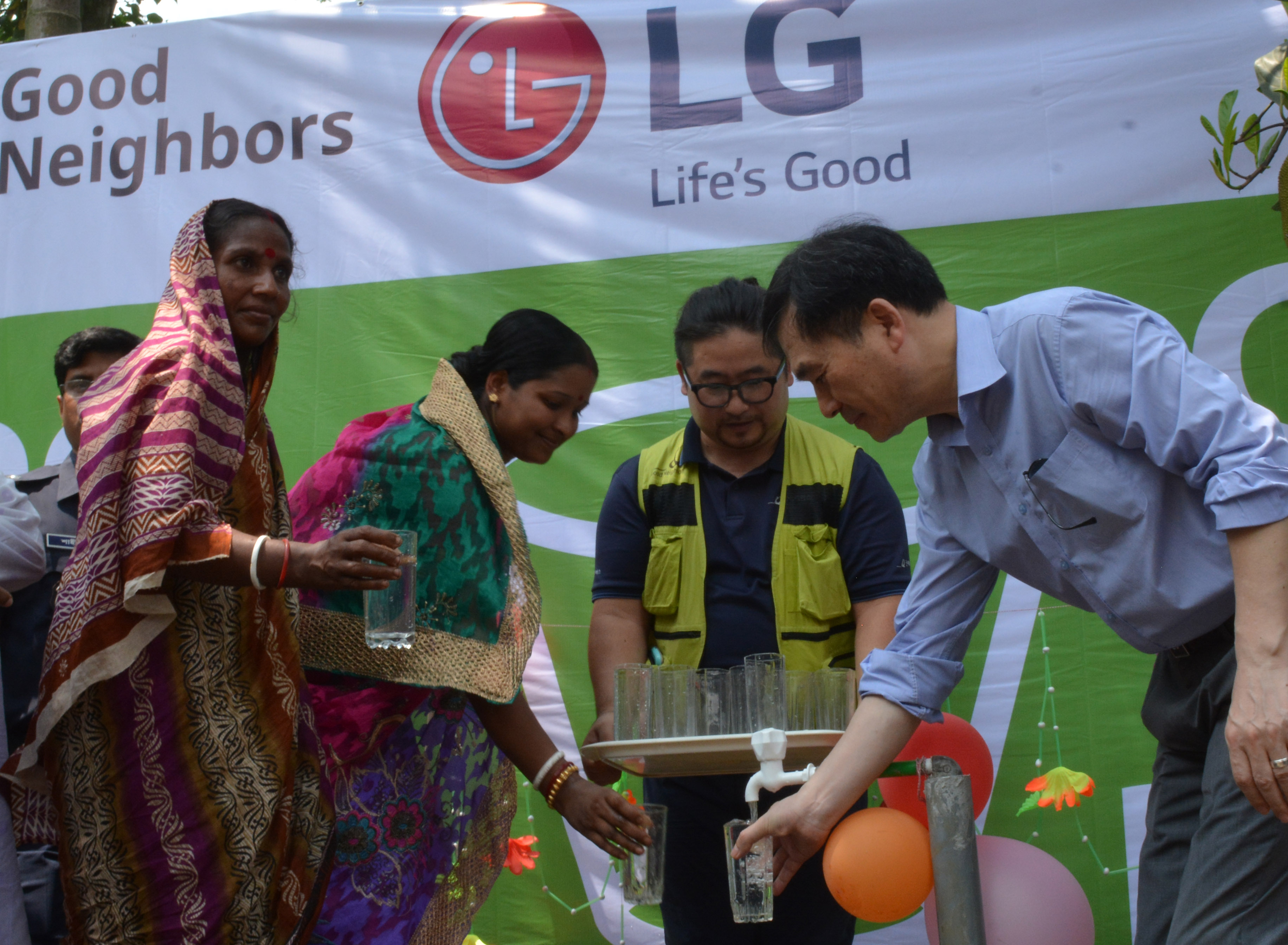
Campagne en 2017 du projet WASH (WAter Sanitation and Hygiene) pour l'hygiène de l'eau au Bangladesh.

Ces principes sont à la base de plusieurs plans gouvernementaux, de 2008 à 2013, mais il existe de nombreuses lacunes et insuffisances, notamment pour la surveillance des complications graves en particulier les cancers.
L'identification des ressources en eau consiste à tester systématiquement les puits du Banglasdesh, non seulement en arsenic mais aussi en autres métaux (manganèse, uranium…) en détectant d'éventuels déficits (sélénium, zinc…). En 2006, près de la moitié des 10 millions de puits tubulaires ont été analysés, et près d'un tiers des puits testés dépassaient les normes de l'OMS.
Différentes stratégies consistent à faciliter l'accès aux puits non contaminés, ou à recueillir l'eau de pluie. Les puits de surface (moins de 10 m de profondeur) et les puits très profonds (plus de 150 m) ne sont pas ou peu pollués à l'arsenic, aussi des précautions doivent être prises lors de l'installation de puits tubulaires entre 10 et 150 m de profondeur,.
Il existe plusieurs processus de décontamination de l'eau en arsenic : par coprécipitation, par coagulation, par filtration, par adsorption… Les technologies utilisées au Bangladesh sont choisies parmi les plus efficaces qui nécessitent le moins d'investissement, le moins de coût de maintenance, et le moins d'expertise, afin d'être utilisables par la population. Par exemple les petits systèmes d'adsorption de faible capacité sont moins coûteux et mieux adaptés au Bangladesh que les gros systèmes de grande capacité.
L'information, l'éducation et la participation communautaire sont indispensables pour le succès des interventions. Un suivi des opérations est nécessaire pour confirmer l'arrêt de l'exposition. En 2019, une étude de l'UNICEF indique que 11,8 % de la population du Banglandesh reste exposée à une eau potable polluée à plus de 50 μg/L.
Selon l'OMS, les nappes phréatiques polluées à l'arsenic sont un problème mondial, retrouvé dans plusieurs pays (Argentine, Chili, Chine, États-Unis, Inde, Mexique, Taïwan et Thailande). Il faudrait faire une recherche d’arsenic dans toutes les nappes phréatiques du monde utilisées comme eau de boisson.